# Lise Bender Jørgensen
Lise Bender Jørgensen (født 14. marts 1949 i Rønne) er en dansk arkæolog og professor emerita i arkæologi fra Norges Teknisk- og Naturvidenskabelige Universitet (NTNU), Afdeling for Historiske Studier i Trondheim. Bender Jørgensen er kendt som en af de førende eksperter i forhistoriske tekstiler fra Nordeuropa og Romerriget samt forhistoriske tekstilhåndværk. I dansk arkæologi er hun kendt for sit mangeårige arbejde med forhistoriens kvinder og arkæologihistorien, studier af vikingetidens bebyggelse og første nydannelse samt et fiskerleje fra renæssancen. Sammen med Klaus Tidow arrangerede hun i 1981 det første North European Symposium for Archaeological Textilies (NESAT), og bidrog i 1985 til etableringen af Archaeological Textiles Newsletter (ATN, senere ATR), og har spillet en væsentlig rolle for at gøre tekstilarkæologi til en videnskabeligt anerkendt forskningsgren. Bender Jørgensen er en af de mest anerkendte pionerer inden for den arkæologiske tekstilforskning.
Hun er forfatter/medforfatter til seks monografier, har redigeret syv videnskabelige bøger og tre populærvidenskabelige, har skrevet mere end 50 kapitler i bøger og havde indtil januar 2024 skrevet mere end 70 videnskabelige artikler og 29 populærvidenskabelige.

## Karriere
Bender Jørgensen tog studentereksamen 1968 fra Rønne Statsskole, blev uddannet mag.art. i forhistorisk arkæologi fra Københavns Universitet i 1976. I 1993 blev Bender Jørgensen dr.phil. fra Københavns Universitet.
Fra 1977-1982 var Bender Jørgensen ansat som museumspædagog på Langelands Museum. I den periode arbejdede hun blandt andet med publiceringen af fiskerlejet Sandhagen på Sydlangeland, der stammer fra renæssancen, og bidrog til museets jubilæumsskrift hvor hun skrev afsnittet om museets grundlægger Jens Winther – og ikke mindst hans assistent, amatørarkæologen Anna Elsa Hornum. Bender Jørgensen havde ansvar for museets formidling, udarbejdede populærvidenskabelige guidebøger samt en række udstillinger, bl.a. om H.C. Ørsted, og om kinesisk kunst på Tranekær Slot. Samtidig fortsatte Bender Jørgensen at studere tekstilfund fra danske jernaldergrave og fra de middelalderlige udgravninger i Møllergade i Svendborg.
Fra 1982-1985 var Bender Jørgensen seniorstipendiat på Københavns Universitet, hvor indsamlede data fra en række museer i Danmark, Sverige og Norge og udarbejdede sin afhandling om forhistoriske tekstiler i Skandinavien.
Fra 1985-1988 arbejdede Bender Jørgensen videre med de forhistoriske tekstiler via et forskningsstipendium fra Carlsbergfondet med arbejdsplads først på Københavns Universitet og senere på Nationalmuseet. Studierejserne blev udvidet til Storbritannien, Irland, Holland, Belgien, Tyskland (BRD og DDR), Polen, Finland, Czechoslovakiet, Ungarn, Østrig, Schweiz og Frankrig, og et udkast til doktorafhandlingen blev udarbejdet. Det var i denne periode at hun blev interesseret i kvindeperspektivet i arkæologien.
I perioden fra 1988-1989 var Bender Jørgensen ansat som projektkoordinator på publikationen af Ribe-udgravningerne 1970-1976 og udarbejdede sammen med udgravningens leder Mogens Bencard pladsens stratigrafi Det var i denne periode at hun blev inviteret til at undersøge tekstilfund fra det romerske stenbrud Mons Claudianus i Ægypten, og et senromersk fort ved 'Abu Sha'ar.
Fra 1989-1992 var Bender Jørgensen ansat som forskningsstipendiat bevilget af Det Humanistiske Forskningsråd med arbejdsplads påkonservatorskolen på Det Kongelige Danske Kunstakademi. Her blev doktorafhandlingen færdiggjort, og forsvaret i 1993.
Fra 1993-1996 var Bender Jørgensen ansat som post.doc. på Institutionen för Arkeologi på Göteborg Universitet. Her blev publikationen ag vikingetidslandsbyen Trabjerg  færdiggjort og arbejdet om kvinderne i dansk arkæologi videreført. I forbindelse med en temadag om arkæologiske tekstiler etablerede hun kontakt til Högskolan i Boras, Väfskolan, hvilket førte til udstrakt samarbejde, bl.a. om de romerske tekstiler fra Mons Claudianus. I 1996 blev hun udnævnt til docent.
I 1996 flyttede Bender Jørgensen til Trondheim i Norge, da hun blev ansat som lektor førsteamanuensis (universitetslektor) på NTNU, 2000-2015 soml professor i arkæologi samme sted. 2009-2012 var Bender Jørgensen desuden næstleder på NTNU’s Institutt for Arkeologi og Religionsvitenskap.
Gennem sin karriere har Bender Jørgensen været gæsteforsker på flere forskningsinstitutioner:
- 2002-2009: Adjungeret professor i tekstilvidenskab og håndvævning på Högskolan i Borås, The Swedish School of Textiles[1]
- 2006: Gæsteprofessor på Det Danske Grundforskningsfonds Center for Tekstilforskning, Københavns Universitet[1]
- 2013: Gæsteforsker, McDonalds Institute for Archaeological Research, og visiting fellow på Clare Hall, University of Cambridge[1]
- 2014: Gæsteprofessor, École des hautes études en sciences sociales (EHESS), Paris[1]

Bender Jørgensen har udført arkæologiske feltarbejde og museumsforskning i Danmark, Norge, Sverige, Finland, England, Irland, Holland, Belgien, Tyskland, Polen, Tjekkoslovakiet, Ungarn, Østrig, Schweitz, Frankrig, Italien, Rusland, Kroatien, det tidligere Bosnien-Herzegovina, Ægypten, Marokko og Tyrkiet.

### En af tekstilarkæologiens moderne pionerer
Bender Jørgensen har fortsat arbejdet, som den danske arkæolog Margrethe Hald igangsatte, og som i dag opfattes som den tekstilarkæologiske pioner, der gjorde faget til en accepteret videnskab.[kilde mangler] Siden 2015 har Bender Jørgensen været professor emerita på NTNU, og arbejder stadig med arkæologiske tekstiler fra hele Europa, Nordafrika og den Nære Orient.
Gennem sin lange karriere har hun undersøgt tekstiler fra stenalderen, bronzealderen, jernalderen, vikingetiden, middelalderen og renæssancen.
Bender Jørgensens forskning spreder sig over mange forskellige tidsperioder og områder såsom:
- Tekstilrester fra det neolitiske Çatalhöyük[66][3][32][38]
- Tekstilrester fra jægerstenalderens undersøiske bopladser ved Tybrind Vig[37]
- Tekstilrester fra den Romerriget[67][68][69][70][71][24][72][68][73][74][69]
- Tekstilrester fra den smeltende, norske gletcher Lendbreen[58]
- Tekstilrester fra hele Europa fra Skandinavien til Romerriget, det angelsaksiske England og Frankerriget[17][67][75][76][62][43][20][77][78]

Bender Jørgensen har også formidlet sin store viden om tekstilarkæologien til et bredt publikum via populærvidenskabelige artikler i tidsskrifter som Skalk, Fynske Minder, Nationalmuseets Arbejdsmark, Lolland-Falsters Stiftsmuseums Årbog, Spor, Haandarbejdets Fremme og Sydthy Årbog.
Hun har også udgivet flere populærvidenskabelige bøger om Bornholms helleristninger, kirkerne på Langeland, Tranekær Slot og Tranekær by.

### Håndværk, kreativitet, genderarkæologi og kvindeforhistorie
Bender Jørgensen er også anerkendt for sin forskning i håndværk som viden. Et andet forskningsemne er kreativitet i håndværk.
Et karakteristisk træk ved Bender Jørgensens karriere er forskning i genderarkæologi, kvindeforhistorie og arkæologihistorie. Dette emne har optaget Bender Jørgensen siden hun studerede under professor C.J. Becker på Københavns Universitet. Professoren mente ikke, at der var behov for at lade de kvindelige studerende indgå på de feltarkæologiske uddannelsesgravninger, hvilket fik Bender Jørgensen og en række kvindelige medstuderende til at påpege problemerne med kønsuligheden.

### Udvalgte forskningsprojekter
Bender Jørgensen har udført en lang række forskningsprojekter, som hun selv har skaffet eksterne midler til at realisere.
- Fra 1997-1999 var hun PI i projektet Textiles of Seafaring, der arbejdede med uldne sejl og andre tekstiler til vikingetidens skibe.[31][49][96] Midlerne til projektet stammede fra EU Raphael Programme.[1]
- Siden 1999 har Bender Jørgensen arbejdet med forskningsprojektet The Mons Claudianus Textile Project, der handler om tekstilhåndværk, tekstilhåndværkere og design af klæder i Romerriget.[24][103][25][70] Midlerne til projektet stammede i hovedsagelig fra NOS-H, der er en fælles pulje under Nordic Research Councils for the Humanities and the Social Sciences, men projektet har modtaget støtte fra adskillige andre kilder.[1]
- Fra 2006-2009 var Bender Jørgensen PL i forskningsprojektet Writing Craftsmanship, der undersøgte de koncepter, metoder og samlinger, der er tilgængelige for at beskrive håndværk på en akademisk måde.[97][98] Midlerne til dette project kom fra Vetenskapsrådet, der er en del af Swedish Research Council.[1]
- Fra 2010-2013 arbejdede Bender Jørgensen med forskningsprojektet Creativity in Craft Production in Middle and Late Bronze Age Europe.[99][39][40][34] Midlerne til forskningsprojektet blev givet af HERA eller Humanities in the European Research Area.[1]
- Fra 2011-2015 gennemførte Bender Jørgensen endnu et forskningsprojekt om bronzealderens tekstiler i Skandinavien og Tyskland samt bronzealderens uld i Europa.[39][40] Midlerne til forskningsprojektet stammede fra Stiftelsen Agnes Geijer’s Fond för Nordisk Textilforskning.[1]
- Fra 2018-2020 forskede Bender Jørgensen i de ældste tekstiler, især fiberbestemmelser og vævningens oprindelse.[104][66][3] Også disse forskningsprojekter er støttet af Stiftelsen Agnes Geijer’s Fond för Nordisk Textilforskning.[1]

### Komiteer og æresmedlemskaber
Bender Jørgensen har deltaget i en lang række komitéer og råd gennem sin karriere. Det tæller blandt andet:
- The Leverhulme Trust
- Stichting voor Historische Wetenschappen
- Nederlandse Organisatie voor Wetenschappelijk Onderzoek
- The British Academy
- The Pasold Research Fund
- Norges Forskningsråd
- Estlands Forskningsråd
- Danmarks Forskningsråd
- Islands Forskningsråd
- 1984-2011:  bestyrelsesmedlem, North European Symposium for Archaeological Textiles (NESAT).
- 1993-1996: bestyrelsesmedlem, Medeltidskommiteen, Göteborgs Universitet
- 1993-1996: bestyrelsesmedlem, Forum for Fornnordisk Forskning, Göteborgs Universitet
- 1995-1997: bestyrelsesmedlem, Friends of Alexandria, Göteborgs Universitet.
- 1996-2000: bestyrelsesmedlem, Urbaniseringsprocesser i Vestsverige, Göteborgs Universitet.
- 1999-2009: medlem af Koordinierendes Ausschuss, Internationales Sachsensymposion.
- 2010-2013: medlem af styrekomiteen, CinBA project.
- 2014-2017: ekstern rådgiver, PROCON project, McDonald Institute of Archaeoogical Research, Cambridge University.

Bender Jørgensen er medlem af følgende akademiske foreninger:
- 1968: Det Kongelige Nordiske Oldskriftselskab
- 1987: Internationales Sachsensymposion
- 1992: Dansk Selskab for Oldtids- og Middelalderforskning
- 1997: European Association of Archaeologists

Bender Jørgensen er indvalgt i følgende akademiske selskaber:
- 2008: The Norwegian Academy of Science & Letters
- 2008: Deutsches Archäologisches Institut
- 2009: The Royal Norwegian Society of Sciences and Letters

### Æresbevisninger
- 1987 Erik Westerbyfondens rejselegat.[1]
- 2022 Dampskipsekspeditør Nils Pedersen og hustru Mathilde Pedersens belønning for fremragende arbeider innen den sammenlignende kulturforskning. [1]

### Udvalgte bøger
- Lise Bender Jørgensen, Jørgen Skaarup & Ole Mortensøn (1980). Langelands Museum 1900-1980, Rudkøbing. ISBN 8798044427
- Hakon Berg, Lise Bender Jørgensen & Ole Mortensøn (1981). Sandhagen. Et langelandsk fiskerleje fra Renaissancen. Langelands Museum: Rudkøbing. ISBN 8798044435
- Lise Bender Jørgensen & Klaus Tidow (red.) (1982). Textilsymposium Neumünster, Archäologische Textilfunde, (NESAT 1), Textilmuseum Neumünster: Neumünster.
- Grethe Jørgensen & Lise Bender Jørgensen m.fl. (1986): Analyses of Medieval Plant Remains, Textiles and Wood from Svendborg , (Henrik M. Jansen (red): The Archaeology of Svendborg, Denmark, vol. 4), Odense. ISBN 8774924419
- Lise Bender Jørgensen (1986). Forhistoriske textiler i Skandinavien = Prehistoric Scandinavian textiles. København: Det Kongelige Nordiske Oldskriftselskab. ISBN 8787483467
- Lise Bender Jørgensen, Bente Magnus & Elisabeth Munksgaard (red.) (1988): Archaeological Textiles (NESAT 2), Arkæologisk Institut, Københavns Universitet. ISBN 87-503-6953-9
- Mogens Bencard, Lise Bender Jørgensen & Helge Brinch Madsen (red): Ribe Excavations 1970-76, vol. 3. Sydjysk Universitetsforlag: Esbjerg. ISBN 8788521834
- Lise Bender Jørgensen (1992). North European Textiles until AD 1000. Aarhus, Aarhus University Press. ISBN 8772884169
- Lise Bender Jørgensen & Elisabeth Munksgaard (red.) (1992). Archaeological Textiles in Northern Europe (NESAT 4). Konservatorskolen: København. ISBN 8789730046
- Lise Bender Jørgensen & Palle Pommer Eriksen (1995). Trabjerg. En vestjysk landsby fra vikingetiden. Jysk Arkæologisk Selskabs Skrifter: Højbjerg. ISBN 8772885785
- Jørgen Skaarup, Lise Bender Jørgensen m.fl. (2000). Langelands Museum 1900-2000, Rudkøbing. ISBN 8788509214
- Lise Bender Jørgensen, Joanna R. Sofaer & Marie Louise Stig Sørensen (2018). Creativity in the Bronze Age : Understanding Innovation in Pottery, Textile, and Metalwork Production. Cambridge University Press.  ISBN 9781108421362

### Udvalgte kapitler i bøger
- Lise Bender Jørgensen (1976). ”Textilfundene i Stengade”. I: Jørgen Skaarup (red.) Stengade II, Meddelelser fra Langelands Museum, Rudkøbing, S. 200-16. ISBN 8798044400
- Lise Bender Jørgensen (1982). “A New Textile Material from Danish Iron Age Graves”. I: Lise Bender Jørgensen & Klaus Tidow (red), Textilsymposium Neumünster. Archäologische Textilfunde, Neumünster, S.  25-40.
- Lise Bender Jørgensen (1984): “Cloth Production and Cloth Trade in the 1st Millennium AD”, Sachsen Symposium Skara 1983. Skrifter från Skaraborgs Länsmuseum 4: Skara, S. 99-104.
- Lise Bender Jørgensen (1986). “Textilresterne fra Hjemsted”. I: Per Ethelberg: Hjemsted. En gravplads fra 4. og 5. Århundrede e. Kr. (Skrifter fra Sønderjyllands Amtsråd 2): Haderslev, S. 92-100. ISBN 8787584042
- Lise Bender Jørgensen & John Peter Wild (1988). “Clothes from the Roman Empire. Barbarians or Romans?”. I: Lise Bender Jørgensen, Bente Magnus & Elisabeth Munksgaard (red.). Archaeological Textiles (NESAT 2), Arkæologisk Institut, Københavns Universitet. S. 65-98. ISBN 87-503-6953-9
- Lise Bender Jørgensen (1988). “An 8-thousand-year-old Textile Impression from Hama”. I: I. Thuesen: Hama I, Nationalmuseets Skrifter, København, S. 188.
- Lise Bender Jørgensen (1990). “Stone Age Textiles in North Europe”. I: Penelope Walton & J.P. Wild (red.). Textiles in Northern Archaeology. NESAT III: Textile Symposium in York, London 1990, S. 1-10. ISBN 978-1873132050
- Lise Bender Jørgensen (1998). ”The State of Denmark. Lis Jacobsen and other Women in and around Archaeology”. I: Margarita Díaz-Andreu & Marie Louise Stig Sørensen (red.). Excavating Women. A history of women in European archaeology, Routledge, S. 214-34. ISBN 9780415518932
- Lise Bender Jørgensen (1999). “Whose Heritage? The Archaeology of Roman Egypt”. I: Anders Gustafsson & Håkan Karlsson (red). Glyfer och arkeologiska rum - en vänbok til Jarl Nordbladh. GOTARC Series A, No. 3, Göteborg, S. 21-29. ISBN 9185952214
- Lise Bender Jørgensen & Ulla Mannering (2001). “Mons Claudianus: Investigating Roman Textiles in the Desert”. I: Penelope Walton Rogers, Lise Bender Jørgensen & Antoinette Rast-Eicher (red). The Roman Textile Industry and its Influence. A birthday tribute to John Peter Wild. Oxbow Books, Oxford & Oakville, S. 1-11. ISBN 1842170465
- Lise Bender Jørgensen (2003). “Industries of the Near East and Europe in prehistory: Europe, Industries of early historic Europe and the Mediterranean, Northern Europe in the Roman Iron Age, and Textile industries of the early Medieval world to AD 1000, The Continental Germans, Scandinavia, and The Balts, the Slavs and the Avars”. I: David Jenkins (red.). The Cambridge History of Western Textiles. Cambridge: Cambridge University Press 2003. S. 52-70, S. 93-101, S. 118-123, S. 132-139. ISBN 0521341078
- Lise Bender Jørgensen (2003). “Rural Economy: Ecology, Hunting, Pastoralism, Agricultural and Nutritional Aspects”. I: Judith Jesch (red.). The Scandinavians from the Vendel Period to the tenth Century. An Ethnographic Perspective. San Marino: The Boydell Press, S. 129-144. ISBN 0851158676
- Lise Bender Jørgensen (2003). “The Epistemology of Craftsmanship”. I: Lise Bender Jørgensen, Johanna Banck-Burgess & Antoinette Rast-Eicher (red). Textilien aus Archäologie und Geschichte. Festschrift für Klaus Tidow. Neumünster: Wachholtz Verlag, S. 30-36. ISBN 3529017124
- Lise Bender Jørgensen (2005). “Hallstatt and La Tène Textiles from the Archives of Central Europe”. I: Peter Bichler m.fl. (red). Hallstatt Textiles. Technical Analysis, Scientific Investigation and Experiment on Iron Age Textiles. Oxford: Archaeopress, S. 133-150. ISBN 1841716979
- Lise Bender Jørgensen (2005). “Textiles of Seafaring: an Introduction to an Interdisclipinary Research Project”. I: Frances Pritchard & John Peter Wild (red). Northern Archaeological Textiles. NESAT VII.  Textile Symposium in Edinburgh, 5th-7th May 1999. Oxford: Oxbow Books, S. 65-69. ISBN 1842171623
- Lise Bender Jørgensen (2006). “The Late Roman Fort at Abu Sha’ar: Textiles in their Archaeological Context”. I: Sabine Schrenck (red.). Textiles in Situ. Their Find Spots in Egypt and Neighbouring Countries in the First Millennium CE. Riggisberger Berichte 13. Riggisberg: Abegg-Stiftung, S. 161-173. ISBN 978-3905014297
- Lise Bender Jørgensen (2007). “The World According to Textiles”. I: Caroline Gillis & Marie Louise Nosch (red.). Ancient Textiles. Production, Craft and Society, S. 7-12. Oxbow Books, Oxford. ISBN 9781842172025
- Lise Bender Jørgensen (2008). “Self-bands and other subtle patterns in Roman textiles”. I: Carmen Alfaro Giner & Llilian Karali (red.). PURPUREAE VESTES II: Vestidos, textiles y tintes. Estudios sobre la producción de bienes de consumo en la Antigüedad. Universitat de Valéncia, S. 135-141. ISBN 978-84-370-7028-5
- Lise Bender Jørgensen (2012). “The Introduction of Sails to Scandinavia: Raw Materials, Labour and Land”. I: Ragnhild Berge, Marek E. Jasinski & Kalle Sognnes (red.), NTAG X, S. 173-181. BAR International series, 2399. ISBN 9781407309941
- Lise Bender Jørgensen (2012). “Writing Craftsmanship? Vocabularies and Notation Systems in the Transmission of Craft Knowledge”. I: Willeke Wendrich (red.): Archaeology and Apprenticeship Body Knowledge, Identity, and Communities of Practice, S. 240-254. Tucson: University of Arizona Press. ISBN 0-8165-9930-0
- Lise Bender Jørgensen (2013). “Spinning Faith”. I: Marie Louise Stig Sørensen & Katharina Rebay-Salisbury (red.).  Embodied Knowledge. Perspectives on Belief and Technology, S. 128-36. Oxford: Oxbow Books. ISBN 9781842174906
- Lise Bender Jørgensen (2013). “The Textile Remains from Tybrind Vig”. I: Søren H. Andersen, Tybrind Vig. Submerged Mesolithic settlements in Denmark. Jysk Arkæologisk Selskabs Skrifter vol. 77, S. 393-412. ISBN 9788788415780
- Sarah Croix, Else Roesdahl & Lise Bender Jørgensen (2014). “Tekstilredskaber. Tekstilaftryk”. I: Else Roesdahl, Søren M. Sindbæk & Anne Pedersen (red.). Aggersborg i vikingetiden. Bebyggelsen og borgen. Jysk Arkæologisk Selskabs Skrifter, vol.81, S. 367-378. ISBN 9788788415865
- Lise Bender Jørgensen (2017). “Textiles and textile trade in the first millennium AD: evidence from Egypt”. I: David Mattingly m.fl. (red.). Trade in the Ancient Sahara and beyond. Cambridge University Press, S. 231-258. ISBN 9781107196995
- Lise Bender Jørgensen (2018). ”Les textiles du Mons Claudianus, d’Abu Sha’ar et d’autres sites romains du désert Oriental d’Égypte”. I: Jean-Pierre Brun m.fl. (red.). Le désert oriental d'Égypte durant la période gréco-romaine : bilans archéologiques. Collège de France. DOI: 10.4000/books.cdf.4932
- Lise Bender Jørgensen (2018). ”Towards Textile Textures”. I: Joanna R. Sofaer (red.). Considering Creativity. Creativity, Knowledge and Practice in Bronze Age Europe. Oxford: Archaeopress, S. 133-142. ISBN 1-78491-755-9
- Lise Bender Jørgensen (2019). ”North African relationships: Textiles from the Nile Valley and the Sahara”. I: Antoine Moor m.fl. (red.).  Egypt as a textile hub - Textile Interrelationships in the 1st Millennium AD. Tielt: Lannoo Publishing Group, S. 12-23. ISBN 9789401464697
- Lise Bender Jørgensen (2020). ”Textiles from a Late Roman/Byzantine ecclestiastical centre at 'Abu Sha'ar, Egypt”. I: Maria Mossakowska-Gaubert (red.). Egyptian Textiles and their production: 'word' and 'object'. University of Nebraska - Lincoln, USA: Zea Books, S. 49-59. ISBN 9781609621537
- Lise Bender Jørgensen (2020). ”Dress in the Desert: Archaeological Textiles as a Source for Work Clothes in Roman Egypt”. I: Alicia J. Batten & Kelly Olson (red.). Dress in Mediterranean Antiquity. Greeks, Romans, Jews, Christians. Bloomsbury, T&T Clark, S. 109-124. ISBN 0-567-68467-9
- Lise Bender Jørgensen, Antoinette Rast-Eicher & Willeke Wendrich (2021). ”Textiles, cordage and basketry from Catalhöyük”. I: Ian Hodder (red.). The Matter of Catalhöyük: reports from the 2009-2017 seasons. Catalhöyük research project, vol. 14. Ankara: British Institute of Archaeology at Ankara (BIAA), S. 265-286. Eksternt link til abstract
- Lise Bender Jørgensen (2022). ”Translating sailcloth into raw materials, land, and labour”. I: Alistair Dickey m.fl. (red.). Exploring Ancient Textiles Pushing the boundaries of established methodologies. Oxford & Philadelphia: Oxbow Books, S. 159-163. ISBN 1-78925-726-3

### Udvalgte artikler
- Lise Bender Jørgensen (1976). “Analyse eines Textilfragmentes aus Grab I von Harpelev”, Acta Archaeologica 47, S. 158-160.
- Lise Bender Jørgensen (1976). “Kvindedragten i nordisk jernalder”, Kontaktstencil 13, Aarhus, S. 3-23.
- Lise Bender Jørgensen (1979). “Middelaldertextilerne fra Svendborg” Årbog for Svendborg & Omegns Museum 1, S. 1-7.
- Lise Bender Jørgensen (1979). “To textilfund fra romersk jernalder. Elmelund og Ellidshøj”, Kuml 1979, S. 199-204. DOI: https://doi.org/10.7146/kuml.v28i28.106964
- Lise Bender Jørgensen (1980). “Cloth of the Roman Iron Age in Denmark”, Acta Archaeologica vol. 50, S. 1-60.
- Lise Bender Jørgensen & Torben Skov (1980). “Trabjerg. A Viking Age Settlement in NW Jutland”, Acta Archaeologica vol. 50, S. 119-36.
- Lise Bender Jørgensen (1980). “Endnu en romertidsgrav fra Stengade”, Antikvariske Studier 4, S. 77-82.
- Lise Bender Jørgensen (1983). “Textilerne fra Nørre Vosborg”, KUML 1982-83, S. 197-203. DOI: https://doi.org/10.7146/kuml.v31i31.109143
- Lise Bender Jørgensen (1984). “North European Textile Production and -Trade in the 1st Millennium AD. A Research Project’, Journal of Danish Archaeology vol. 3, S. 124-34. DOI: https://doi.org/10.1080/0108464X.1984.10589918
- Lise Bender Jørgensen (1985). ”Textilerne fra Sejlflod grav DI”. I: Jens N. Nielsen m.fl., En rig germanertidsgrav fra Sejlflod, Nordjylland, Aarbøger for nordisk oldkyndighed og historie 1983, S. 97-101.
- Lise Bender Jørgensen (1986). ”Textiler - en kvindeniche i arkæologien?”, K.A.N. 3, 1986, S. 40-48.
- Lise Bender Jørgensen (1987). ”A Coptic Tapestry and other Textile Remains from the Royal Frankish Graves of Cologne Cathedral”, Acta Archaeologica vol. 56, S. 85-100.
- Lise Bender Jørgensen (1987). “A Survey of North European Textiles”, Studien zur Sachsenforschung Bd. 6, S. 99-121.
- Lise Bender Jørgensen (1989). „Et forskningsprojekt om nordeuropæiske textiler før 1000 e. Kr.”, Etnolore 6 (Textila teknikker i nordisk tradition. Rapport från nordisk symposium om textila teknikker), S. 69-78.
- Lise Bender Jørgensen (1989). “Lis Jacobsen. En kvindelig dansk forsker, der har betydet meget for arkæologien”, K.A.N. 7, S. 24-36.
- Lise Bender Jørgensen & Mogens Bencard (1990). “The Foundation of Ribe”, Antiquity 64, S. 576-83. DOI: https://doi.org/10.1017/S0003598X00078480
- Lise Bender Jørgensen (1991). ”European Textiles in Later Prehistory and Early History”. Journal of Danish Archaeology, 8, S. 144-158. https://doi.org/10.1080/0108464X.1989.10590025
- Lise Bender Jørgensen (1991). “The Textiles of the Saxons, Anglo-Saxons and Franks”, Studien zur Sachsenforschung Bd. 7, S. 11-24.
- Lise Bender Jørgensen (1991). ”European Textiles in Later Prehistory and Early History”, Journal of Danish Archaeology vol. 8, 1989, S. 144-58. DOI: https://doi.org/10.1080/0108464X.1989.10590025
- Lise Bender Jørgensen (1992). ”Hørvævninger og oldtidsvæve”, KUML 1990, S. 77-84. DOI: https://doi.org/10.7146/kuml.v37i37.111169
- Lise Bender Jørgensen (1996). “Tekstilerne”. Slusegaardgravpladsen IV, Jysk Arkæologisk Selskab: Højbjerg, S. 125-132. ISBN 8772885831
- Lise Bender Jørgensen (2003). “Krigerdragten i folkevandringstiden”. Universitetet i Oslos kulturhistoriske museers Skrifter 2003; vol. 2., S. 53-79. ISSN 1503-0792

### Udvalgte artikler med andre
- Lise Bender Jørgensen & Penelope Walton (1987). “Dyes and Fleece Types in Textiles from Scandinavia and Germany”, Journal of Danish archaeology vol. 5, 1986, S. 177-88. DOI: https://doi.org/10.1080/0108464X.1986.10589966
- Lise Bender Jørgensen & G.M. Vogelsang-Eastwood (1991). “The Abu Sha’ar Textiles 1991”, Archaeological Textiles Newsletter No. 13, 1991, S. 3-4.
- Antoinette Rast-Eicher & Lise Bender Jørgensen (2013). “Sheep Wool in Bronze Age and Iron Age Europe”. Journal of Archaeological Science 40, S. 1224-1241. DOI: https://doi.org/10.1016/j.jas.2012.09.030
- Marianne Vedeler & Lise Bender Jørgensen (2013). “Out of the Norwegian glaciers: Lendbreen -a tunic from the Roman period”. Antiquity 87, S. 788–801. DOI: https://doi.org/10.1017/S0003598X00049462
- Lise Bender Jørgensen & Karina Grömer (2013). “The Archaeology of Textiles —Recent advances and new methods”. Portal 3/2012, S. 45-68. ISSN 1847-9464
- Lise Bender Jørgensen & Antoinette Rast-Eicher (2016).  "Innovations in European Bronze Age textiles“. Prähistorische Zeitschrift, S. 68-102. DOI: https://doi.org/10.1515/pz-2016-0004
- Karina Grömer, Lise Bender Jørgensen & Marija Maric Bakovic (2018). ”Missing link: an early wool textile from Pustopolje in Bosnia and Herzegovina”. Antiquity 92, (362), S. 351-367. DOI: https://doi.org/10.15184/aqy.2018.18
- Antoinette Rast-Eicher & Lise Bender Jørgensen (2018). ”News from Çatalhöyük’. Archaeological Textiles Newsletter 2018 (60), S. 100-104.
- Lise Bender Jørgensen & Dagfinn Moe (2020). ”En glemt skat: Miranda Bødtkers tegninger af arkæologiske tekstiler”. Viking LXXXIII, S. 179-218. DOI: http://dx.doi.org/10.5617/viking.8256
- Lise Bender Jørgensen, Dagfinn Moe & Hana Lukesova (2021). ”Viking Age textiles and tapestries drawn by Miranda Bødtker”. Archaeological Textiles Review 2021, S. 58-74. https://hdl.handle.net/11250/2989401
- Antoinette Rast-Eicher, Sabine Karg & Lise Bender Jørgensen (2021). “The Use of Local Fibres for Textiles at Neolithic Çatalhöyük.” Antiquity, vol. 95, no. 383, S. 1129–1144, https://doi.org/10.15184/aqy.2021.89.
- Mark Haughton, Marie Louise Stig Sørensen & Lise Bender Jørgensen (2021). ”Bronze Age Woollen Textile Production in England: A Consideration of Evidence and Potentials”. Proceedings of the Prehistoric Society  87., S. 173-188. DOI: https://doi.org/10.1017/ppr.2021.1
- Lise Bender Jørgensen, Antoinette Rast-Eicher & Willeke Wendrich (2023). ”Earliest Evidence for Textile Technologies”. Paléorient 49.(1), S. 213-228. DOI: https://doi.org/10.4000/paleorient.2479